# Savigny (Haute-Marne)
Savigny település Franciaországban, Haute-Marne megyében. Lakosainak száma 58 fő (2022. január 1.). Savigny Genevrières, Gilley, Pressigny, Valleroy és Voncourt községekkel határos.

## Népesség
A település népessége az elmúlt években az alábbi módon változott:
| Lakosok száma | 137  | 70   | 56   | 59   | 61   | 62   | 59   | 59   | 58   | 58   |
|               | 1968 | 1990 | 2006 | 2011 | 2015 | 2016 | 2018 | 2019 | 2021 | 2022 |